# Deszendenzregeln
Deszendenzregeln (lateinisch descendere „herabsteigen, nachkommen“) oder Abstammungsregeln (auch: Filiation) bezeichnen in der Ethnosoziologie diejenigen sozialen Vorstellungen und Normen, die vorgeben, ob eine Person ihre Abstammung von beiden Elternteilen oder nur von Mutter oder Vater herleitet, und wer dementsprechend zu ihrer Verwandtschaft und Vorfahrenschaft gehört. In einer (ethnischen) Gesellschaft bestimmt die geltende Abstammungsregel die Erbfolge von Besitz und sozialen Positionen sowie die Übertragung von Gruppenzugehörigkeiten, Ämtern und Privilegien von einer Generation auf die Nächste. Eine Abstammungsregel orientiert sich nicht notwendigerweise an biologischer Verwandtschaft – sofern sie das beansprucht, muss sie aber nicht immer den Tatsachen entsprechen, vor allem in Bezug auf biologische Vaterschaft (siehe Kuckuckskinder) und nur mündlich überlieferte Vorfahren-Generationen (siehe Herkunftssagen).
Die sechs verbreiteten Abstammungsregeln teilen sich in zwei Gruppen:
1. Unilinear (einlinig): Abstammung von nur einer geschlechtlichen Vorfahrenlinie, mutter- oder vaterseitig (insgesamt 68 % der weltweit 1300 Ethnien und indigenen Völker)
Diese Gruppe enthält die weit verbreitete patrilineare Herleitung von den Vätern (46 %) und die weniger verbreitete matrilineare Herleitung von den Müttern (13 %), sowie die drei Abstammungskonzepte der Bilinearität, Ambilinearität und Parallelität, bei denen die eine oder die andere Linie in unterschiedlichen sozialen Zusammenhängen eine Rolle spielt (zusammen 9 %)
2. Kognatisch, bilateral (beidseitig): Herleitung von beiden Linien gleichzeitig, von Mutter und Vater, wie auch in modernen Gesellschaften üblich (28 %)

Mit den jeweiligen Deszendenzregeln sind entsprechende Heiratsregeln sowie Residenzregeln zum ehelichen Wohnsitz verbunden.

## Unilineare Abstammung
Bei einer unilinearen Abstammungsregel (lateinisch „einlinig“) leitet sich eine Person von nur einer geschlechtlichen Linie seiner Vorfahren ab, entweder patrilinear von der ausschließlich männlichen Linie seiner Vorväter – oder matrilinear von der ausschließlich weiblichen Linie der Mutter, deren Mutter und so weiter zurückgehend. Beide Linien haben eine Bedeutung bei der bilinearen (zweilinigen), der ambilinearen (wählbaren) und der parallelen Abstammungsregel, die in unterschiedlichen sozialen Zusammenhängen zur Geltung kommen. Manche Ethnosoziologen ordnen dabei die ambilineare Abstammung der zweiten Hauptgruppe zu, als eine Form der kognatisch-bilateralen (beidseitigen) Abstammung.
Unilineare Abstammungssysteme finden sich in vielen nicht-staatenbildenden Gesellschaften und ethnischen Gruppen, in denen es wichtige Güter aufzuteilen und zu vererben gilt, vor allem Landbesitz und Vieh. Deshalb entwickelten Ackerbau- und Viehzuchtgesellschaften (Zentralasien, vorderer Orient, Ostafrika) weit häufiger unilinear organisierte Verwandtschaften als Jäger und Sammler (Wildbeuter). Die sesshafte Lebensweise fördert die territoriale Identifikation und die Betonung der Gruppengemeinschaft.
68 % der 1267 im Ethnographischen Atlas 1998 erfassten Ethnien und indigenen Völker ordnen ihre Abstammung und Verwandtschaft unilinear (856):
- 46 % patrilinear (584): ausschließlich über die Väterlinie
- 13 % matrilinear (160): ausschließlich über die Mütterlinie
- 04 % bilinear (52): doppelt, über beide Linien, je eine nach sozialem Zusammenhang
- 04 % ambilinear (49): eine selbst gewählte, von der Mutter oder vom Vater übernommene gemischte Linie
- 01 % parallel (11): die Mutter überträgt ihre Linie an Töchter, der Vater seine an Söhne

### patrilinear
Bei der patrilinearen Abstammungsregel (lateinisch „in der Linie des Vaters“: Väterlinie) entscheidet die rein männliche Linie der Vorfahren einer Person über ihre Gruppenzugehörigkeit und entsprechende Rechte und Pflichten. Die Abstammung und die Vererbung läuft über den Vater, dessen Vater (Großvater), wiederum dessen Vater (Urgroßvater) und so weiter. Oft wird ein Nachweis bis zu vier Vorfahrengenerationen zurück zum Ur-Urgroßvater väterlicherseits erwartet. Dabei kann es eine wichtige Rolle spielen, ob die jeweilige Vaterschaft biologisch oder rechtlich (Adoption) bestimmt ist oder war, und ob der Nachkomme einer Ehe entstammt oder einer nicht-institutionalisierten Verbindung.
Der alleinige Bezug auf die ausschließlich väterliche Abstammung bedeutet zwangsläufig, dass die „Stammlinie“ nur über Söhne fortgeführt werden kann – eine Tochter kann ihre väterliche Linie nicht fortsetzen, weil ihre Kinder (Enkel ihres Vaters) zur Familie ihres Ehemanns zählen, sie führen dessen Linie fort und nicht die der Mutter.
Patrilinearität wird auch mit „agnatisch“ (lateinisch „der Hinzu-/Nachgeborene“) gleichgesetzt, der Begriff kommt aus dem römischen Recht und bezeichnet Blutsverwandte, die in einer ununterbrochenen männlichen Stammlinie von einem gemeinsamen „Stammvater“ abstammen.
Patrilinearität als alleinige Abstammungsfolge findet sich weltweit bei 46 % aller Ethnien und indigener Völker (1998: 584 von 1267).
Die Grundvoraussetzung für patrilineare Verwandtschaftsbeziehungen ist die Entdeckung der
menschlichen biologischen Vaterschaft, die sich etwa ab 10.000 v. Chr. im Gefolge der „Neolithischen Revolution“ durch Viehzucht und Ackerbau verbreitete. Mit zunehmender Neolithisierung und Ausbreitung des neuen Wissens entwickelten oder übernahmen Gesellschaften zu verschiedenen Zeiten und aus unterschiedlichen Gründen patrilinear orientierte Formen der sozialen Organisation.
Da es für einen Ehemann grundsätzlich kein mit der Geburt des Kindes gleichwertiges äußeres Beweiszeichen seiner Vaterschaft gibt (ähnliches Aussehen ist kein Beweis), bleibt immer die Möglichkeit, dass jemand anders als der Ehemann der biologische Vater ist. Dieses grundlegende Problem der Patrilinearität zeigt das 2000 Jahre alte römische Rechtssprichwort Pater semper incertus est: „Der Vater ist immer ungewiss“, er muss das Kind erst förmlich als das Seine anerkennen. Daraus folgte Pater est, quem nuptiae demonstrant: „Vater ist [nur], wer durch die Heirat als solcher erwiesen ist“. Erstmals im Jahre 1926 wurde in Wien durch ein anthropologisches Gutachten ein erster wissenschaftlicher Nachweis über die Abstammung eines Kindes von einem bestimmten Mann geführt.
Die Grundlage fast aller patrilinear geordneten Gruppen und Gesellschaften ist deshalb eine offizielle Vaterschaftsanerkennung von ehelichen Kindern in sozialer und vor allem juristischer Hinsicht, meist in den Tagen nach der Geburt. Manche Gruppen erlauben dem Vater dabei grundsätzlich, das Kind nicht als Eigenes anzunehmen und die Vaterschaft abzulehnen oder gar töten zu lassen. Mit steigendem sozialen Status spielt die Eindeutigkeit der Abstammung eine zunehmend wichtigere Rolle, entsprechend heftiger werden im Streitfall die Auseinandersetzungen bezüglich der Legitimität von Nachkommen und ihrer (Un-)Ehelichkeit.
In fast allen patrilinearen Gruppen oder Gesellschaften muss eine Ehefrau nach ihrer Heirat ihr Elternhaus verlassen und zum Wohnsitz oder Wohnort ihres Ehemannes oder seiner Familie umziehen (96 %: 563 von 584 Ethnien). Die Wohnfolge (Residenzregel) beim Ehemann wird bezeichnet als Patrilokalität (lateinisch „am Ort des Vaters“) oder allgemeiner als Virilokalität („am Ort des Mannes“). Andersherum betrachtet, ordnen sich fast alle patri-lokalen Clans oder Ethnien patri-linear.
Um die Möglichkeit auszuschließen, dass das Kind eines Ehepaars von einem anderen Mann stammt, entwickeln patrilineare Kulturen viele und einschneidende soziale Vorschriften für das geschlechtliche Zusammenleben. Beschränkte Ausgehmöglichkeiten, Verhüllungsvorschriften und die harte Bestrafung im Falle des Fremdgehens sollen Ehefrauen von anderen Sexualkontakten fernhalten. Betroffen von solchen Regeln sind aber direkt oder indirekt auch alle unverheirateten Frauen im empfängnisfähigen Alter. Daraus entwickelt sich eine Geschlechterhierarchie, bei der Frauen aus dem öffentlichen Raum verdrängt werden, bis hin zur Geschlechtertrennung beim familiären Essen.
In patrilinear geordneten Gesellschaften ist der Vater für den sozialen Status seiner (anerkannten) Kinder verantwortlich, er beansprucht auch ihre Repräsentation nach außen und die Verfügungsgewalt über sie. In Ehen kann dies nicht nur gemeinsame Kinder betreffen, sondern auch seine Kinder von anderen (früheren) Frauen sowie die nicht von ihm abstammenden (früheren) Kinder seiner Ehefrau(en). Diese verwandtschaftliche Trennung spielt auch bei Eheschließungen eine Rolle, insbesondere bei der Kreuzcousinenheirat, bei der ein Kind der Vaterschwester oder des Mutterbruders geheiratet werden darf.
Patrilineare Clans und Gesellschaften organisieren sich fast immer nach dem Prinzip der männlichen Seniorität: Der erstgeborene (oder) älteste Sohn steht über seinen Geschwistern, auch über älteren Schwestern. Der Grund für die Bevorzugung des ältesten Sohnes liegt in der längeren Einflussmöglichkeit durch den Vater, in patrilinearen Gesellschaften wird der älteste Sohn gewohnheitsmäßig in die Fertigkeiten und den Beruf des Vaters eingearbeitet und hat dadurch den Vorteil der längsten Einarbeitungszeit.
Der älteste Sohn steht mit seinem Erstgeburtsrecht oder Ältestenrecht auch in der Erbfolge an erster Stelle (in matrilinearen Clans die letztgeborene Tochter).
In Kulturen mit einem patrilinearen Abstammungsverständnis wird die Zeugungskraft des Mannes/Vaters oft bedeutungsmäßig überhöht, beispielsweise durch die Wunschvorstellung des Spermas als „männlichen Samen“, obwohl es nicht keimfähig und deshalb nicht mit Pflanzensamen vergleichbar ist.
Für alle monotheistischen Religionen (Eingottglaube) und auch für andere ist die patrilineare Abstammung ihrer Gottheiten und Geistwesen, ihrer Propheten oder ihrer Priester von entscheidender Bedeutung, im Christentum angefangen beim Stammvater Abraham bis hin zu der Vorstellung eines Gottvaters mit seinem Sohn Gottes.

### matrilinear
Bei der matrilinearen Abstammungsregel (lateinisch „in der Linie der Mutter“: Mütterlinie) entscheidet die rein weibliche Linie der Vorfahren einer Person über ihre Gruppenzugehörigkeit und entsprechende Rechte und Pflichten, die Abstammung läuft über die Mutter, deren Mutter (Großmutter), wiederum deren Mutter (Urgroßmutter) und so weiter (uterine Deszendenz: „Nachkommen aus der Gebärmutter“).
Dabei besteht die biologische Verwandtschaft immer zweifelsfrei, wie es im römischen Rechtssprichwort Mater semper certa est festgehalten wird: „Die Mutter ist immer sicher“, Mutter ist die Frau, die das Kind geboren hat (steht seit 1998 auch wörtlich im deutschen Bürgerlichen Gesetzbuch im § 1591). Für eine Geburt gibt es fast immer Augenzeugen (im Unterschied zum männlichen Zeugungsvorgang).
Mittlerweile ist aus der biologischen Genetik bekannt, dass eine Mutter auch die Eizellen ihrer Tochter im Rahmen der embryonalen Entwicklung in ihrer eigenen Gebärmutter entstehen lässt, somit also die Grundlage für die Nachfolgegeneration selber hervorbringt (während das Sperma eines Mannes von ihm selbst erzeugt wird, nicht von seinem Vater, von ihm wurde nur die Befähigung zur Erzeugung von Sperma geerbt).
Matrilinearität als alleinige Abstammungsfolge findet sich weltweit bei 13 % aller Ethnien und indigener Völker (1998: 160 von 1267).
Bei einem Drittel aller matrilinearen Gesellschaften bleibt eine Ehefrau nach ihrer Heirat bei ihrer Familie wohnen und der Ehemann wechselt zum Wohnsitz seiner Ehefrau, ihrer Mutter oder ihrer Familie. Diese eheliche Wohnfolge (Residenzregel) bei der Ehefrau wird als Matrilokalität (latein. „am Ort der Mutter“) oder allgemeiner als Uxorilokalität („am Ort der Ehefrau“) bezeichnet. Nur 18 % aller matrilinearen Ethnien haben eine patrilokale, virilokale Wohnfolgeregel beim Ehemann, seinem Vater oder seiner Familie. Andersherum betrachtet, ordnen sich fast alle vorgefundenen matrilokalen, uxorilokalen Ethnien matrilinear. Es gibt andere Abstammungsregeln (siehe unten Bilinearität), nach denen sich ein Teil der Gesellschaft matrilinear und ein anderer patrilinear ordnet: Die Frauen wohnen matrilokal, die Männer patrilokal, oder es besteht ein Zusammenschluss von Clans, die jeweils für sich eine eigene Wohnfolgeregel befolgen.
Der Bezug auf die ausschließlich mütterliche Abstammung bedeutet zwangsläufig, dass die Linie nur über die Töchter fortgeführt werden kann, denn die Kinder eines Sohnes (Enkel) werden ja zur Linie der jeweiligen Mutter der Kinder gerechnet und setzen deren Linie fort. Diese verwandtschaftliche Trennung spielt auch bei Eheschließungen eine Rolle, insbesondere bei der Kreuzcousinenheirat, bei der ein Kind des Mutterbruders oder der Vaterschwester geheiratet werden darf. Die Übertragung der Mitgliedschaft einer Mutter in sozialen Gruppen und die Weitergabe ihres Eigentums (Erbschaft) und ihrer sozialen Positionen und Ämter findet folglich nur über ihre weiblichen Nachkommen statt. Dabei erfolgt die Abfolge fast ausschließlich nach dem Prinzip der weiblichen Ultimagenitur (latein. „die Letztgeborene“): Die zuletzt geborene, jüngste Tochter tritt die Nachfolge ihrer Mutter an und erbt auch den ganzen Familienbesitz (im Gegensatz zum erstgeborenen Sohn in patrilinearen Gesellschaften).
Fast 40 % aller matrilinearen Ethnien (62 von 160) pflegen das Avunkulat (latein. „Mutterbruder“): Ein Bruder der leiblichen Mutter (Oheim) übernimmt die Rolle der sozialen Vaterschaft für die Kinder seiner Schwester und vererbt ihnen auch sein Eigentum. Häufig liegt beim Mutterbruder auch die Autorität. Der Ehemann oder der biologische Vater spielt bei der Erziehung und Entwicklung der Kinder keine oder nur eine untergeordnete Rolle und hat keinerlei Verfügungsgewalt über sie. Die leiblichen Kinder des Mutterbruders wiederum gehören zur Linie ihrer jeweiligen Mutter, nicht zu seiner Linie beziehungsweise seiner Schwester, deren Kinder er betreut.
Auch matrilineare Kulturen beziehen sich auf nur mündlich überlieferte Vorfahrengenerationen, die aber vermutlich immer eine biologische Abstammung über eine alte mütterliche Linie zur Grundlage haben. Es kam immer wieder vor, dass Töchter mit anderen zusammen auswanderten, um neue Siedlungen zu begründen. Nach vielen Generationen verlor sich der Kontakt zur ursprünglichen Verwandtschaft, aber die Abstammungszusammenhänge wurden weiterhin mündlich weitergegeben. Im Unterschied dazu ist es für patrilinear orientierte Kulturen wegen der fehlenden (äußeren) Beweiszeichen von Vaterschaft relativ einfach, sich auf eine beliebige nur mündlich überlieferte Vorfahrengeneration zu beziehen, um daraus abgeleitete Gruppenzugehörigkeiten zu konstruieren (Beispiele finden sich in der christlichen Bibel).
Siehe auch: Irokesen, Trobriander, Liste matrilinearer Gesellschaften im Artikel Matriarchat

### bilinear
Die bilineare Abstammungsregel (lateinisch „zweilinig“; auch: dulinear, duolateral) wird aus beiden elterlichen Linien gebildet und lässt jeweils unterschiedliche Gruppenzugehörigkeiten entstehen: So werden bestimmte soziale Zusammenhänge wie beispielsweise das Vererben von Besitz patri-linear geordnet, andere entlang der matri-linearen Mütterlinie. Die weltweite Verbreitung der bilinearen Abstammungsregel beträgt 4 % (52 von 1267 Ethnien und indigenen Völkern).
Ein praktisches Beispiel:
Das kleine Volk der Ngaing in Papua-Neuguinea folgt der doppelten Abstammung: In einem Dorf haben die patrilinearen Abstammungsgruppen (Patri-Lineages) eine Tiefe von 3 bis 5 Vorfahrengenerationen und bilden Patri-Clans, welche die Grundeinheit der Siedlung ausmachen. Über sie werden die Regeln der Exogamie (wichtig für Heiraten), Landrechte (wichtig für Gartenbau und Jagd) und Ritualrechte (wichtig für Männerkult-Zeremonien) weitergegeben und vererbt. Ähnlich organisiert sind die parallel zu den Männern berechtigten matrilinearen Abstammungsgruppen (Matri-Lineages), die das Totemrecht auf sich vereinen und Schutzgeisterfunktionen ausüben. Die Gruppen leben im Siedlungsgebiet verstreut, denn sie befolgen die eheliche Wohnfolgeregel der Patri-Lokalität: Der Wohnsitz eines verheirateten Paares wird beim Ehemann eingerichtet, der bei seinem Vater wohnt. Versammlungen zu gemeinsamen Aktivitäten finden nicht statt.
Ein weiteres Volk mit bilinearer Abstammungsregel sind die brasilianischen Canela (vergleiche auch das gesellschaftliche Dualsystem mit zwei Moieties).
Im gesamten Judentum wird die Zugehörigkeit zur Einzelfamilie patrilinear über die Väterlinie geordnet, im konservativen und im orthodoxen Judentum ist allerdings die Mutter entscheidend für die Zugehörigkeit zur jüdischen Religion: Jude oder Jüdin ist, wer Kind einer jüdischen Mutter ist. Auch im Staat Israel gilt amtlich als Jude oder Jüdin, wessen Vorfahrinnen bis zu vier Generationen zurück Jüdinnen waren, also in rein mütterlicher Linie aufsteigend bis zur eigenen Ururgroßmutter.

### ambilinear
Bei der ambilinearen Abstammungsregel (lateinisch ambi „von zwei Seiten“; auch: optative „gewählte“) kann das Kind eines Ehepaares frei wählen, ob es sich auf seine Mutter mit ihrer Linie oder auf seinen Vater mit seiner Linie beziehen will. Dadurch können gemischte Generationenabfolgen zustande kommen wie Vater–Mutter–Mutter–Vater, entsprechend der persönlichen Vorliebe des Kindes oder ausgerichtet am relativen Reichtum und Einfluss der jeweiligen Elternfamilien. Nach der Wahl übernimmt das Kind die komplette bisherige (gemischte) Linie des Elternteils, diese kann nicht nachträglich verändert werden. Das Kind bezieht sich also auf nur eine Linie (unilinear), die aber generationsweise aus einer Mutter oder einem Vater aufgebaut ist. Wird eine Linie von keinem Nachkommen gewählt, vererbt sie sich nicht weiter und endet einfach, ohne dass dies praktische Auswirkungen hat. Ambilinearität ist weit verbreitet in Polynesien (so bei den Māori in Neuseeland), kommt aber auch auf den Kontinenten vor (so bei den Yoruba in Nigeria). Die weltweite Verbreitung der ambilinearen Abstammungsregel beträgt 4 % (1998: 49 von 1267 Ethnien und indigenen Völkern).

### parallel
Bei der parallelen Abstammungsregel (lateinisch „neben, bei einander“) werden zwei geschlechtlich getrennte Linien geführt: Der Vater überträgt seine Linie und soziale Position auf die Söhne, die Mutter überträgt ihre matrilineare Linie und Position auf die Töchter. Jede Person bezieht sich dadurch auf nur eine Vorfahrenlinie: Töchter auf die ihrer Mutter, Söhne auf die ihres Vaters. Diese ungewöhnliche Regel findet sich vor allem im südamerikanischen Amazonasbecken, wo insgesamt mehr als 150 indigene Völker gezählt werden. Die weltweite Verbreitung der parallelen Abstammungsregel beträgt unter 1 % (1998: 11 von 1267 Ethnien und indigenen Völkern).

## Kognatische, bilaterale Abstammung
Bei der kognatischen (lateinisch „mitgeboren“) oder bilateralen Abstammungsregel (bi „zwei“, lateralis „seitig“) sind beide Elternteile für die Herleitung der Abstammung einer Person von gleicher Bedeutung: Mutter und Vater, sowie deren Mütter und Väter. Eine Person gilt als Nachkomme all ihrer Vorfahren, ohne Hervorhebung einer der beiden Linien. So werden alle acht Urgroßeltern als Vorfahren und Angehörige der eigenen Familie angesehen, Kinder gehören immer zu den beiden Familien ihrer Elternteile und die Erbfolge läuft gleichberechtigt über beide Linien.
Die Verwandtschaftsbezeichnungen in bilateralen Kulturen unterscheiden meist nicht zwischen Verwandten der väter- und der mütterlichen Seite (patrilateral oder matrilateral) und entsprechen damit dem ethnosoziologischen „Eskimo-System“ (wie auch die deutschen Verwandtschaftsnamen). Die gleichwertige Zuordnung zu den Vorfahren beider Linien führt dazu, dass nicht sehr viele Generationen erinnert werden können, außerdem wird die Anzahl der Seitenverwandten sehr groß (kollaterale Verwandtschaft). Daraus folgt, dass zwar die Angehörigen der Eltern-, Großeltern- und vielleicht Urgroßeltern-Generation bekannt sind, aber im Unterschied zu unilinearen Kulturen werden selten mehr als fünf Generationen einer Ahnenliste namentlich erinnert.
Die bilaterale Abstammungsregel findet sich bei Gruppen und Gesellschaften, deren sozialer Zusammenhalt nicht hauptsächlich auf dauerhaften und zusammenwohnenden Abstammungsgruppen (Lineages, Clans) oder auf einem Verwandtschaftsnetz (Kindred) aufbaut, wie auch in hochindustrialisierten Gesellschaften, in denen die kindzentrierte Kleinfamilie die kleinste soziale Einheit bildet.
Die weltweite Verbreitung der kognatisch-bilateralen Abstammungsregel beträgt 28 % (1998: 349 von 1267 Ethnien und indigenen Völkern); sie ist auch im größten Teil der westlichen Welt die Regel.

## Kritik am Konzept der Deszendenz
Die österreichische Sozialanthropologin Gabriele Rasuly-Paleczek merkt an: „In diesem Zusammenhang ist jedoch darauf hinzuweisen, daß es zahlreiche Gesellschaften gibt, in denen die Deszendenz keine besondere oder überhaupt keine Rolle spielt. Der Begriff Deszendenz selbst hat in der Ethnologie je nach der theoretischen Ausrichtung eine recht unterschiedliche Bedeutung und Verwendung gefunden, wobei er […] oft auch nicht klar von anderen Begriffen abgegrenzt wurde.“
Die deutsche Ethnologin Gabriele Herzog-Schröder wies in ihrer Doktorarbeit von 1999 darauf hin, dass die Grundidee der Deszendenz (Abstammung) in ihren Ausprägungen Matrilinearität und Patrilinearität aus einer Zeit stamme, „als die Anthropologie von Mutmaßungen über die Evolution der Beziehungen zwischen den Geschlechtern beherrscht wurde.“ Die Sozialstruktur einer Gesellschaft sei nicht zwingend von einem Abstammungsmodell abhängig.